# Bulbophyllum papillatum
Bulbophyllum papillatum là một loài phong lan thuộc chi Bulbophyllum.